# Manoir de Vanselow
Le manoir de Vanselow (Herrenhaus Vanselow) est un château néoclassique construit en 1872. Il se trouve dans le village de Vanselow qui fait partie de la commune de Siedenbrünzow dans le Mecklembourg-Poméranie-Occidentale (arrondissement du Plateau des lacs mecklembourgeois) en Allemagne du nord.

## Histoire

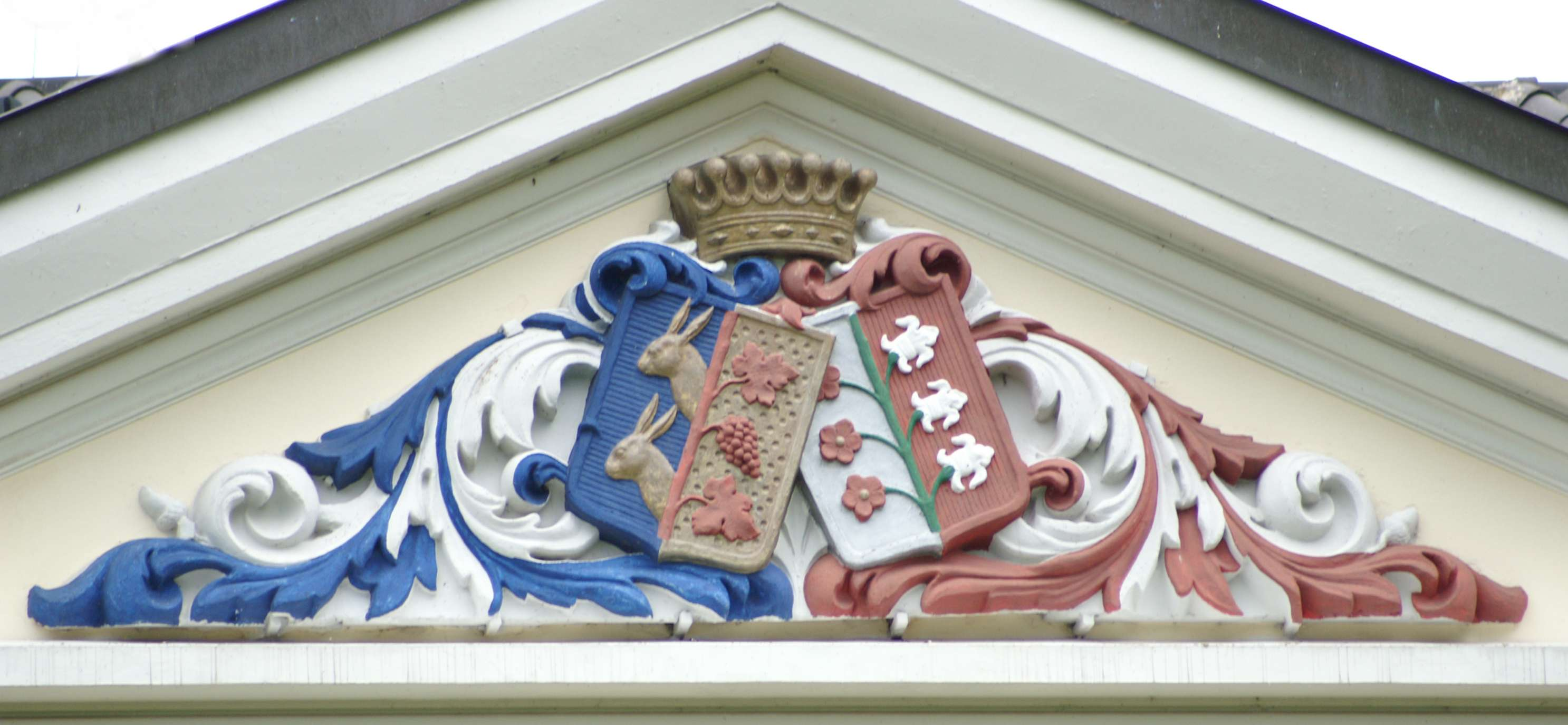
Armes des Maltzahn à gauche

Vasenlow appartient au XIIIe siècle aux terres du château fort d'Osten qui est détenu par la famille Maltzahn. À la fin du XVIIe siècle et jusqu'en 1731, Vanselow est aux mains de différentes familles de la noblesse locale, comme les Mardefelt (de), les Winterfeldt (de) ou les Bohlen. Le château retourne plus tard à la famille Maltzahn. C'est le baron Hans Ludwig von Maltzahn qui fait reconstruire le château à partir de 1869. La construction, par Georg Daniel (de), est ralentie pendant la guerre franco-prussienne et il est terminé en octobre 1872.
Le château est saccagé à la fin de la Seconde Guerre mondiale, puis sert d'abris à des centaines de réfugiés allemands des anciens territoires de l'est, comme la province de Prusse-Occidentale et la province de Prusse-Orientale devenus polonais. Du temps de la république démocratique allemande, le manoir est transformé en logements.
Le baron Mortimer von Maltzahn récupère le manoir et son parc en 1990, contrairement à la plupart des châteaux du Mecklembourg. Il est alors restauré et la plus grande partie transformée en hôtel, avec un appartement pour les propriétaires.

## Architecture

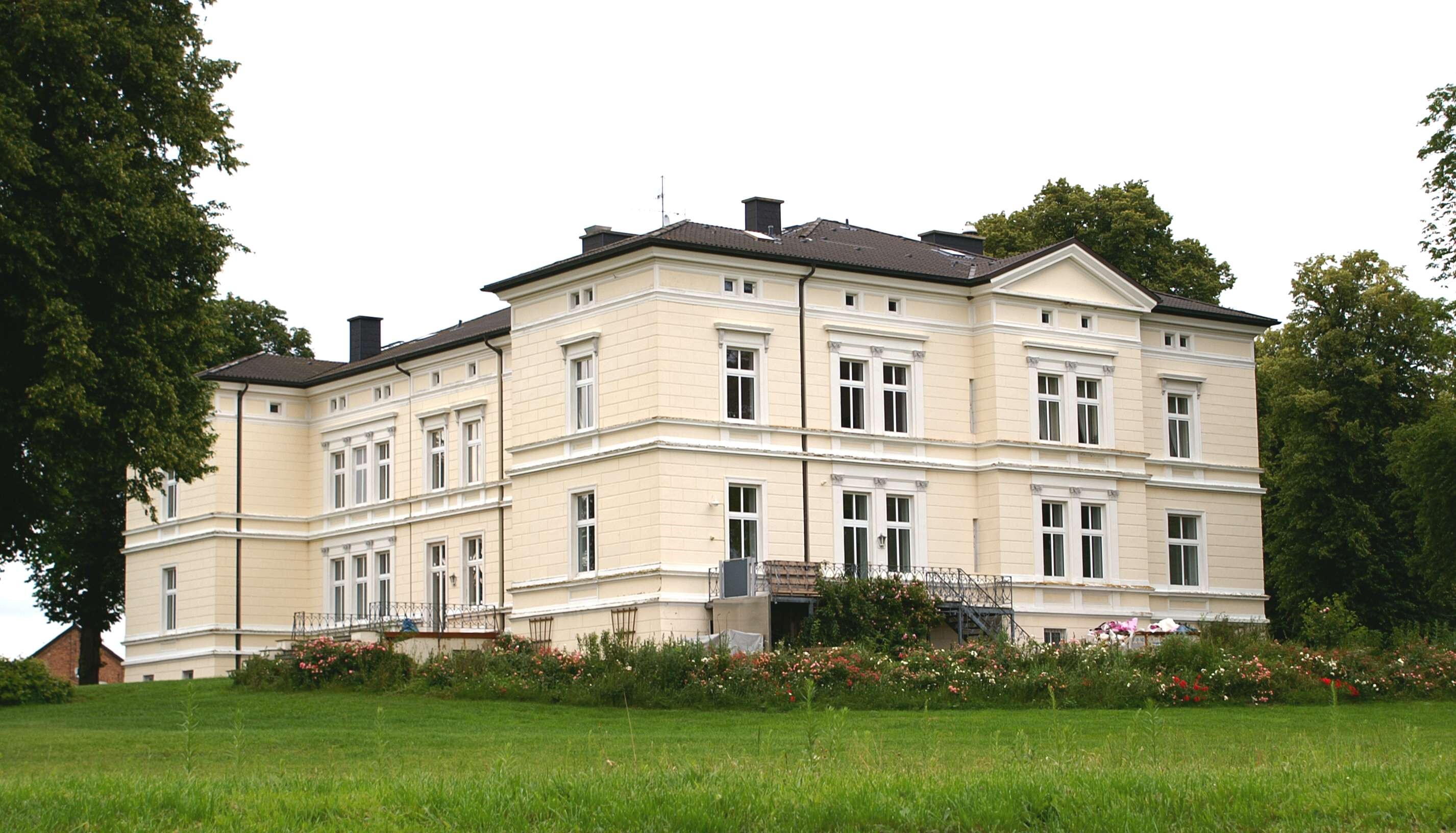
Vue du château côté parc (sud-ouest)

Georg Daniel a construit un manoir en forme de H, à un étage supérieur. Au-dessus de l'entrée d'honneur du manoir, on remarque le blason des Maltzahn. Les stucs qui ornent la façade et l'intérieur viennent d'Italie. Un escalier en forme d'ellipse dessert les étages.